# Akwaforta (powieść)
Akwaforta (ang. The Etched City) – powieść fantastyczna z nurtu dziwny zachód australijskiej pisarki K.J. Bishop, wydana po raz pierwszy w 2003 przez Prime Books. W Polsce książka ukazała się nakładem wydawnictwa Mag w ramach serii Uczta Wyobraźni. Tekst tłumaczył Michał Jakuszewski.

## Fabuła

### Część pierwsza
Kraj Miedzi. Raule podróżuje samotnie, jako lekarka, lecząc rannych. Jest poszukiwana, ponieważ dawniej brała udział w rewolucji, obierając przegraną stronę. Natrafia na Gwynna, swojego dawnego towarzysza broni. W przeciwieństwie do niej, za jego głowę została wyznaczona wysoka nagroda. Mężczyzna właśnie zabił swoich towarzyszy i posiada łupy, które może odsprzedać, razem z wielbłądami. Oferuje swojej towarzyszce zysk ze sprzedaży pod warunkiem, że wyruszy wraz z nim. Ta początkowo się nie zgadza, ale nie mając grosza przy duszy, ostatecznie podąża za nim.
W trakcie drogi dostrzegają pościg. Gwynn przyznaje się, że podąża on jego tropem. Para próbuje zgubić więc oddział liczący ponad czterdzieści osób, jednak gdy nie udaje się tego zrobić nawet mimo burzy piaskowej, mężczyzna wyznaje, że posiada dynamit. Za jego pomocą Gwynn i Raule pokonują oddział. W końcu udaje im się sprzedać łupy. Następnie stają przed bramami miasta: znajdującej się w dolinie Oudnacie.

## Nagrody i nominacje
- 2003 – nominacja do Aurealis Award (jako powieść fantasy)[2]
- 2004 – miejsce 3 w  Locus Poll Award (jako debiut powieściowy fantasy)[3]
- 2004 – nominacja do World Fantasy Award (jako najlepsza powieść)[4]
- 2004 – wygrana w Ditmar Award (jako najlepsza powieść)[5]